# Matjaž Tovornik
Matjaž Tovornik, slovenski košarkar, * 3. januar 1960.
Tovornik je kariero začel in končal pri klubu KK Celje, igral pa tudi za klube KK Maribor, KK Zlatorog, KD Hopsi in Neuchatel Sports. Za jugoslovansko reprezentanco je leta 1983 odigral šest tekem, za slovensko reprezentanco pa je na 27-ih tekmah dosegel 188 točk, nastopil je tudi na evropskih prvenstvih 1995 in 1999.
3. januarja 1996 je na tekmi 16. kroga slovenske 2. košarkarske lige proti Kopru dosegel rekordnih 82 točk, z metom iz igre 17-19 za dve točki in 14-22 za tri točke v 39-ih minutah, ob tem je dosegel še enajst podaj. 3. septembra 2004 se je po 28-ih letih poslovil od aktivnega igranja košarke kot zadnji slovenski košarkar, ki je nastopal v jugoslovanski ligi, s poslovilno tekmo v Celju pred 3000 gledalci, kjer je simbolično odigral 9 minut in 9 sekund.